# محمدباقر ذوالقدر
محمّدباقر ذوالقدر (زاده ۱۳۳۳ فسا) سرتیپ سپاه پاسداران انقلاب اسلامی است، که هم‌اکنون به‌عنوان مشاور رئیس قوه قضائیه، دبیر و عضو حقیقی مجمع تشخیص مصلحت نظام فعالیت می‌کند.
وی از فرماندهان سابق سپاه پاسداران انقلاب اسلامی و معاون پیشین ستاد کل نیروهای مسلح در امور بسیج، معاون راهبردی قوه قضائیه از ۱۳۹۱ تا ۱۳۹۹ و همچنین معاون پیشین اجتماعی و پیشگیری از وقوع جرم قوه قضائیه از ۱۳۸۹ تا ۱۳۹۱ بوده‌است. از کاظم غریب‌آبادی دیپلمات ایرانی که نماینده دائم ایران در دفتر سازمان ملل متحد در وین و نماینده ایران در آژانس بین‌المللی انرژی اتمی بوده‌است به عنوان داماد او یاد می‌شود.
او در دولت محمود احمدی‌نژاد به سمت معاون امنیتی انتظامی وزارت کشور در دوره مصطفی پورمحمدی با کسب مجوز از سید علی خامنه‌ای (رهبر جمهوری اسلامی) منصوب شد که در سال ۱۳۸۶ برکنار شد. او از مخالفان اصلاح‌طلبان ایران است.
محمدباقر ذوالقدر در سرکوب اعتراضات دانشجویی در تیرماه ۱۳۷۸ شرکت فعال داشت.

## زندگی‌نامه
ذوالقدر زادهٔ سالِ ۱۳۳۳ در فسا (استان فارس) است.
وی در دوران پیش از انقلاب و از اوان نوجوانی وارد فعالیت‌های مذهبی و سیاسی شد و در جریان انقلاب سال ۱۳۵۷ خورشیدی، با الحاق به گروه‌های انقلابی، به مبارزه با رژیم شاهنشاهی پیوست.
وی قبل از انقلاب، تحصیلات خود را نیز در رشته اقتصاد در مقطع کارشناسی به پایان رساند.
او پس از پیروزی انقلاب، نخستین فعالیت‌های خود را از کمیته‌های انقلاب اسلامی آغاز کرد و سپس به سپاه پاسداران انقلاب اسلامی پیوست و در دوران جنگ تحمیلی عراق به ایران، مسئولیت آموزش سپاه را برعهده داشت و سپس فرمانده قرارگاه جنگ‌های نامنظم سپاه شد.
همسرش صدیقه بیگم حجازی است که از ابتدای سال ۱۳۸۶ به عنوان مدیرکل دفتر امور زنان و خانواده در سازمان فرهنگ و ارتباطات اسلامی مشغول به کار می‌باشد.

## سازمان مجاهدین انقلاب اسلامی؛ از عضویت تا جدایی
ذوالقدر از اعضای اولیه سازمان مجاهدین انقلاب اسلامی در اوایل انقلاب اسلامی بود. وی به‌دلیل روابط نزدیک با روحانیون سنتی و محافظه‌کار به خصوص حسین راستی کاشانی (از اعضای جامعه مدرسین حوزه علمیه قم)، به شدت با طیف چپ‌گرای سازمان مجاهدین انقلاب اسلامی به مخالفت پرداخت؛ تا جایی که پس از بروز اختلاف نظر، در انحلال آن در دهه ۶۰ نقش داشت. پس از احیای سازمان مجاهدین انقلاب اسلامی ایران در سال ۱۳۷۰ توسط افرادی چون محمد سلامتی، بهزاد نبوی، محسن آرمین، مصطفی تاج‌زاده و آقاجری، وی از مخالفان همیشگی این سازمان به‌شمار می‌رفت.

## پس از جنگ ایران و عراق
ذوالقدر پس از جنگ به مدت ۸ سال (در دوره ریاست جمهوری اکبر هاشمی رفسنجانی)، رئیس ستاد مشترک سپاه بود و پس از آن، هشت سال نیز جانشین فرمانده کل سپاه پاسداران انقلاب اسلامی وقت بود.
وی پس از جنگ نیز تحصیلات خود را در مقطع دکترای رشته مدیریت راهبردی در دانشگاه عالی دفاع ملی ادامه داد.

## دوران اصلاحات
در جریان مبارزات انتخاباتی ریاست جمهوری خرداد سال ۷۶ و دوره ریاست جمهوری سید محمد خاتمی، محمد باقر ذوالقدر جانشین وقت فرماندهی کل سپاه پاسداران بود؛ او جزو سردارانی است که نامه شدیداللحنی را برای سید محمد خاتمی ارسال کردند. علاوه بر این او به عنوان قائم مقام علی لاریجانی -دبیر شورای عالی امنیت ملی- فعّالیت می‌کرد.

## معاونت امنیتی وزارت کشور
او در سال ۱۳۸۴ در دولت نهم (محمود احمدی‌نژاد) به سمت معاونت وزارت کشور و معاون امنیتی انتظامی این وزراتخانه منصوب شد. روابط عمومی وزارت کشور اعلام کرد: چون محمدباقر ذوالقدر با حکم فرمانده کل قوا و رهبر انقلاب (سید علی خامنه‌ای) در سمت جانشین فرماندهی کل سپاه فعّالیت داشت، با کسب مجوز از رهبری به سمت جدید منصوب شد.
اما در آذر ۱۳۸۶ اعلام شد او از معاونت امنیت وزارت کشور برکنار شده‌است. یکی از نمایندگان محافظه‌کار مجلس ایران، دلیل اصلی برکناری او را اعلام آماده‌باش نظامی وی به فرماندهان و فرمانداری‌های کل کشور برای مقابله با حمله قطعی ایالات متحده آمریکا به خاک ایران اعلام کرد. مصطفی پورمحمدی وزیر کشور وقت توضیحی نداده و اعلام کرد «بحث آقای ذوالقدر باید به وقت مناسبی سپرده شود. خود آقای ذوالقدر باید در این رابطه توضیح دهد.» اما ذوالقدر با امتناع از حضور در مراسم تودیع خود به‌طور غیرمستقیم نشان داد که برخلاف میل باطنی‌اش از مقام خود کنار گذاشته شده‌است. برخی از سایت‌های خبری نزدیک به دولت، عدم موافقت ستاد کل نیروهای مسلح برای ادامه فعالیت ذوالقدر در این وزارتخانه را به‌عنوان دلیل استعفای وی ذکر کردند؛ اما به گزارش روزنامه همشهری، ستاد کل نیروهای مسلح هیچ درخواستی مبنی بر بازگشت ذوالقدر مطرح نکرده بود و بلکه یکی از مقامات خارج از وزارت کشور در نامه‌ای به مصطفی پورمحمدی خواستار عزل فوری ذوالقدر و معرفی جایگزین وی در اولین فرصت شده بود. روزنامه اعتماد ملی نیز به نقل از «یک مقام آگاه» خبر داد که «دلیل اصلی کناره‌گیری ذوالقدر از وزارت کشور مباحث مربوط به چگونگی برخورد با ناامنی‌های احتمالی در صورت تشدید فشارهای خارجی و بی‌توجهی به برنامه‌ریزی‌های پیش‌بینی شده در این باره است». همشهری نیز علت برکناری ذوالقدر را «ارائه تحلیلی متفاوت با احمدی‌نژاد» دانست و نوشت که او «به‌دلیل ارائه تحلیلی که با نگاه و تبلیغات رایج مسئولان عالی دولت انطباق کامل نداشت برکنار شد».

## تحصیلات
ذوالقدر قبل از انقلاب سال ۱۳۵۷ ایران لیسانس اقتصاد را از دانشکده اقتصاد دانشگاه تهران دریافت کرد و پس از آن کارشناسی ارشد مدیریت دولتی را در دانشکده مدیریت دانشگاه تهران به پایان رساند و آخرین مقطع تحصیلی وی دکترای مدیریت راهبردی از دانشگاه عالی دفاع ملی بوده‌است.

## نقض حقوق بشر
ذوالقدر از کسانی بود که به همراه محمدرضا نقدی و حسین نجات، طرح سرکوب دانشجویان و حتی عزل محمد خاتمی رئیس‌جمهور وقت را داشتند.